# Anaïs Nin
Anaïs Nin, celým jménem Angela Anaïs Juana Antolini Rosa Edelmira Nin y Culmell (21. února 1903 Neuilly-sur-Seine, Francie - 14. ledna 1977, Los Angeles, Spojené státy) byla americká spisovatelka kubánského původu. Pravidelně publikovala intimní deníky, které se po několik desetiletí objevovaly v tisku. Poskytovaly pohled do hloubek osobního života a vztahů ženy. Necenzurovaná verze těchto deníků byla zveřejněna až po její smrti a smrti jejího manžela. Je také jednou z prvních žen, které psaly erotickou literaturu.

## Život
Její matka Rosa Nin, rozená Culmell (*1872 ?) byla kubánská zpěvačka, jejíž dědeček Thorvald Culmell (1847–1906) byl dánský přistěhovalec a babička Anaїs, rozená Vaurigaud y Bourdin (*1853) měla původ francouzský. Její otec Joaquín Nin (1879 Havana–1949 Havana) byl kubánský pianista a skladatel, jehož dědeček pocházel z Tarragony a měl katalánský původ. V roce 1913 ve Francii otec její matku opustil. Ta odjela do Barcelony a v roce 1914 přesídlila do New Yorku s dcerou a se syny Thorvaldem (1905–1991) a Joaquínem (1908 Berlín–2004 Berkeley).
Když měla Anaïs 14 let, opustila školu a začala pracovat jako manekýna. V roce 1923 se provdala za Hugha Parkera Guilera (1898–1985). V následujícím roce se usídlili v Paříži, kde Guiler pokračoval v kariéře bankéře. Nin se pustila do psaní. Jejím prvním dílem byla kniha o spisovateli D. H. Lawrenceovi. Začala studovat i freudovskou psychologii.
V roce 1955 se v Kalifornii vdala podruhé, za Ruperta Polea.
Nin byla přítelkyní mnoha spisovatelů, mezi nimiž byli například: Antonin Artaud, Henry Miller, Edmund Wilson, Gore Vidal, James Agee a Lawrence Durrell. Její přátelství a vášnivá láska k Millerovi a jeho manželce June silně ovlivnily její tvorbu i život.

Cítila se inspirovaná díly, jejichž autory byli Marcel Proust, André Gide, Jean Cocteau, Paul Valéry a Arthur Rimbaud.

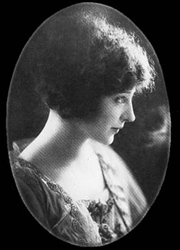
Anaïs Nin

V roce 1973 obdržela titul čestný doktorát na "Philadelphia College of Art". O rok později byla zvolena členkou "National Institute of Arts and Letters".
Zemřela na rakovinu v roce 1977, pohřbena je v Santa Monice.

## Dílo
- 1932 - D.H. Lawrence : une étude non professionnelle
- 1936 - La Maison de l'incestu
- 1939 - Un hiver d'artifice
- 1944 - La Cloche de verre
- 1959 - Les Cites intérieures, dílo obsahuje 5 románů z předešlých let:
  - 1946 - Les Miroirs dans le jardin
  - 1947 - Les Enfants de l'albatros
  - 1950 - Les Chambres du cœur
  - 1954 - Une espion dans la maison de l'amour
  - 1958 - La Séduction du Minotaure
- 1964 - Collages
- 1968 - Le Roman de l'avenir
- 1977 - Vénus Erotica
- 1979 - Les Petits Oiseaux
- 1966-1981 : Journal (7 tomes)
- 1978-1982 : Journal d'enfance (4 tomes)
- 1986 - Henry et June (Cahiers secrets)
- 2003 - Journal de l'amour, journal INED et non expurgé des années 1932-1939, volume réunissant :
  - 1992 : incestu (1932-1934)
  - 1993 : Le Feu (1935-1936)
  - 1996 : Comme un arc-en-cel (1937-1939)
- 2010 : Journaux de jeunesse (1914-1931), reedice